# Borne (Países Bajos)
Borne es una ciudad y un municipio de la provincia de Overijssel en los Países Bajos. El municipio se sitúa en la región de Twente, al oriente de Overijssel. Cuenta con una superficie de 26,16 km ², de los que 0,16 km ² corresponden a la superficie ocupada por el agua. El 1 de enero de 2014 el municipio tenía una población de 21.901 habitantes, con una densidad de 842 h/km². El municipio de Borne incluye también dos aldeas: Hertme y Zenderen. 

## Historia
La primera referencia a Borne, llamado entonces 'Burgunde', se remonta a un documento del obispo de Utrecht fechado en 1206. En 1828 Salomon Jacob Spanjaard fundó una fábrica textil, la de Spanjaard, que impulsó la industrialización del municipio. A comienzos del siglo XX la industria daba trabajo a buena parte de la población activa del municipio. Parte de los miembros de la familia Spanjaard, judíos, perecieron durante la Segunda Guerra Mundial, pero la compañía no se disolvió hasta 1973. En 1895, Borne fue el primer municipio rural neerlandés en disponer de una central eléctrica.

## Galería de imágenes

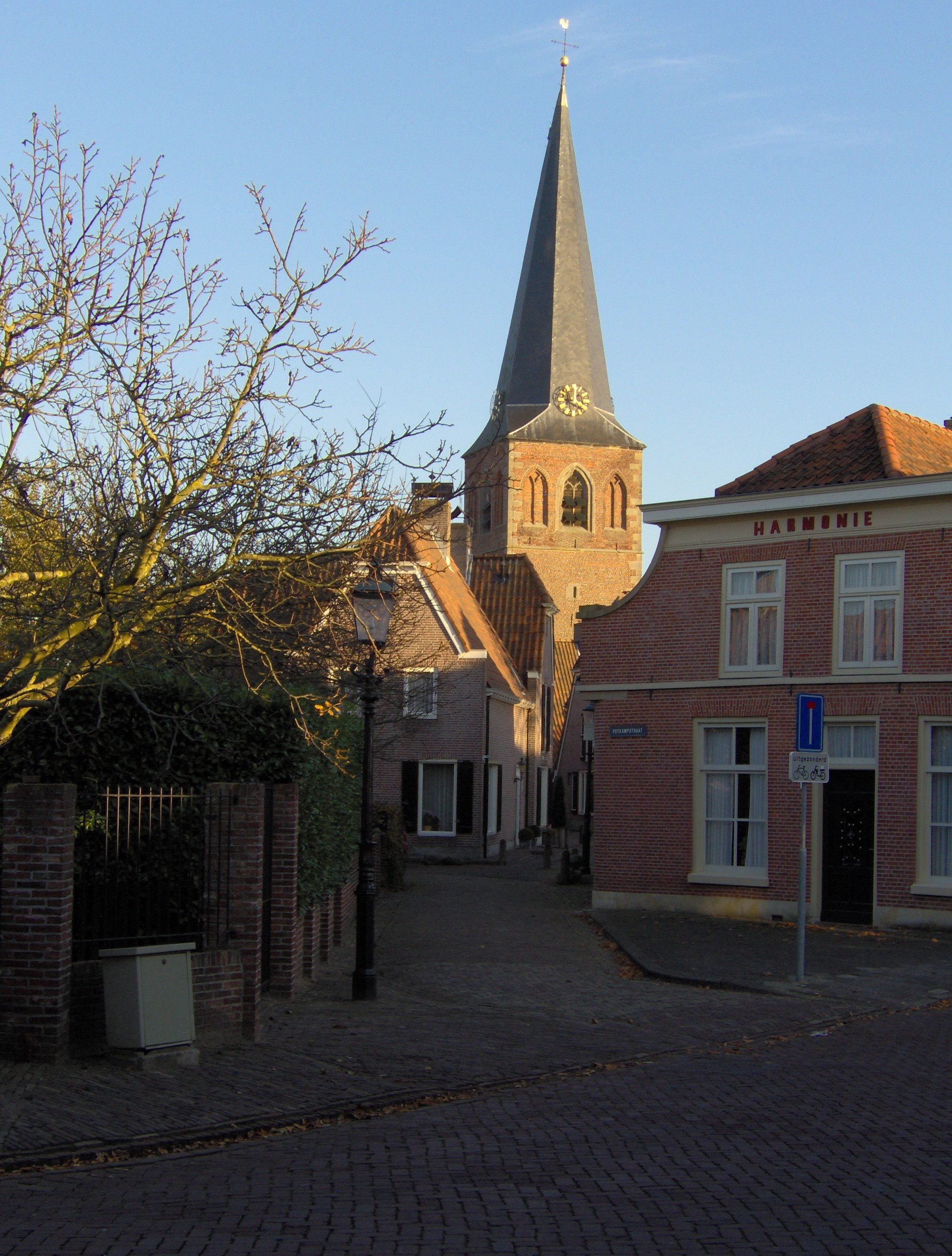
Borne
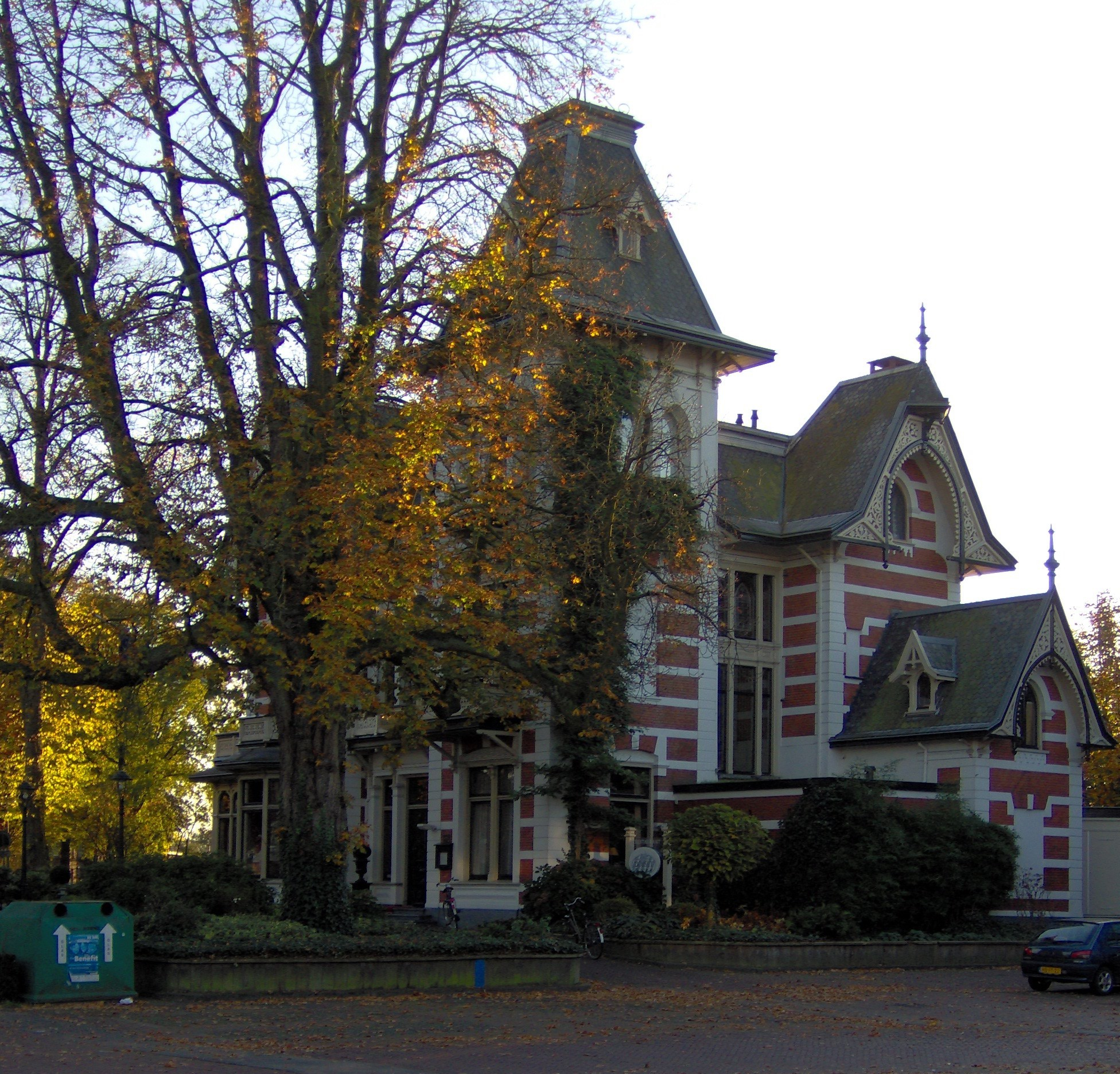
Villa Elisabeth, mansión de Albert Karel Spanjaard, 1895
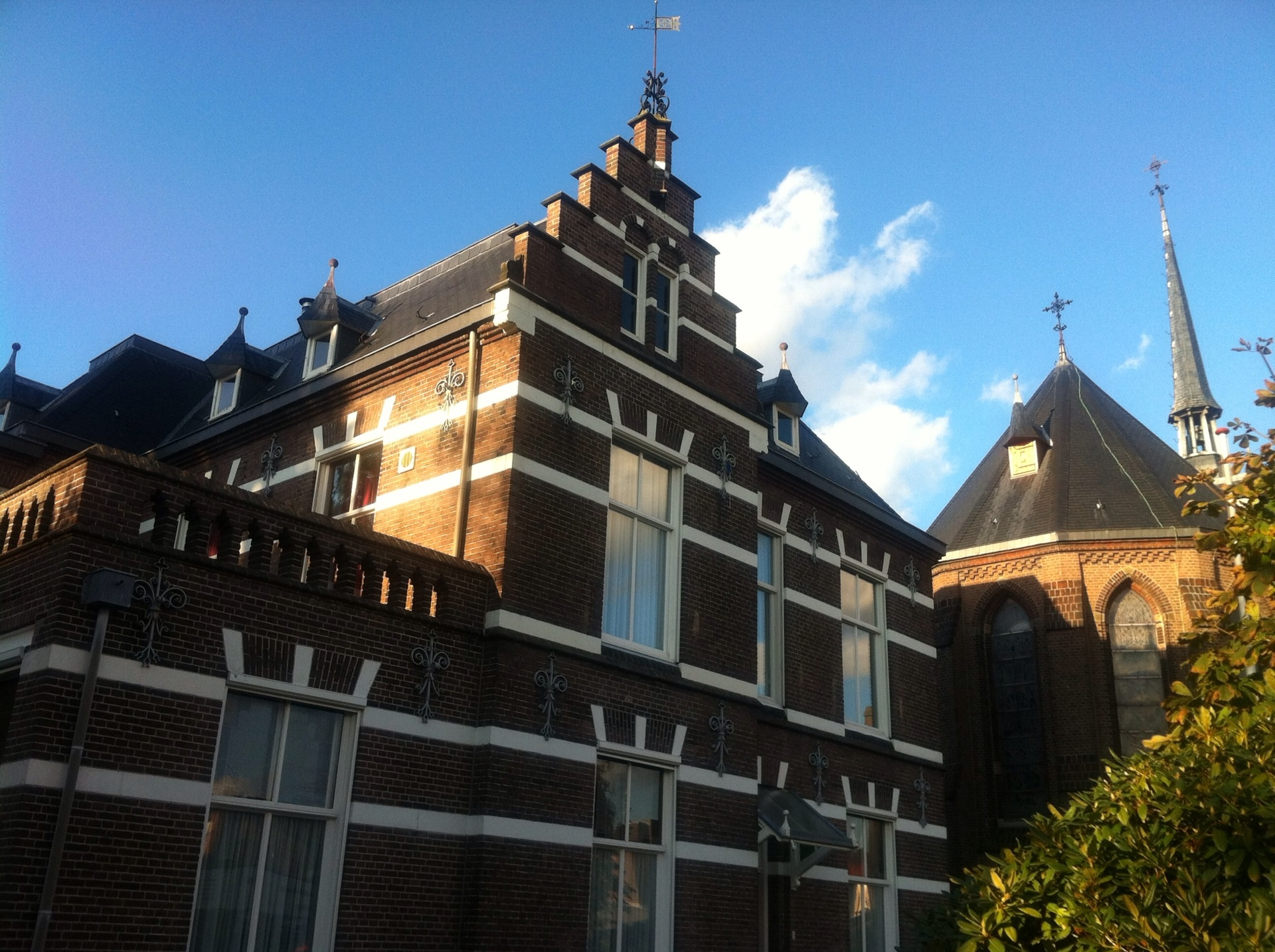
Rectoría de la iglesia de San Esteban
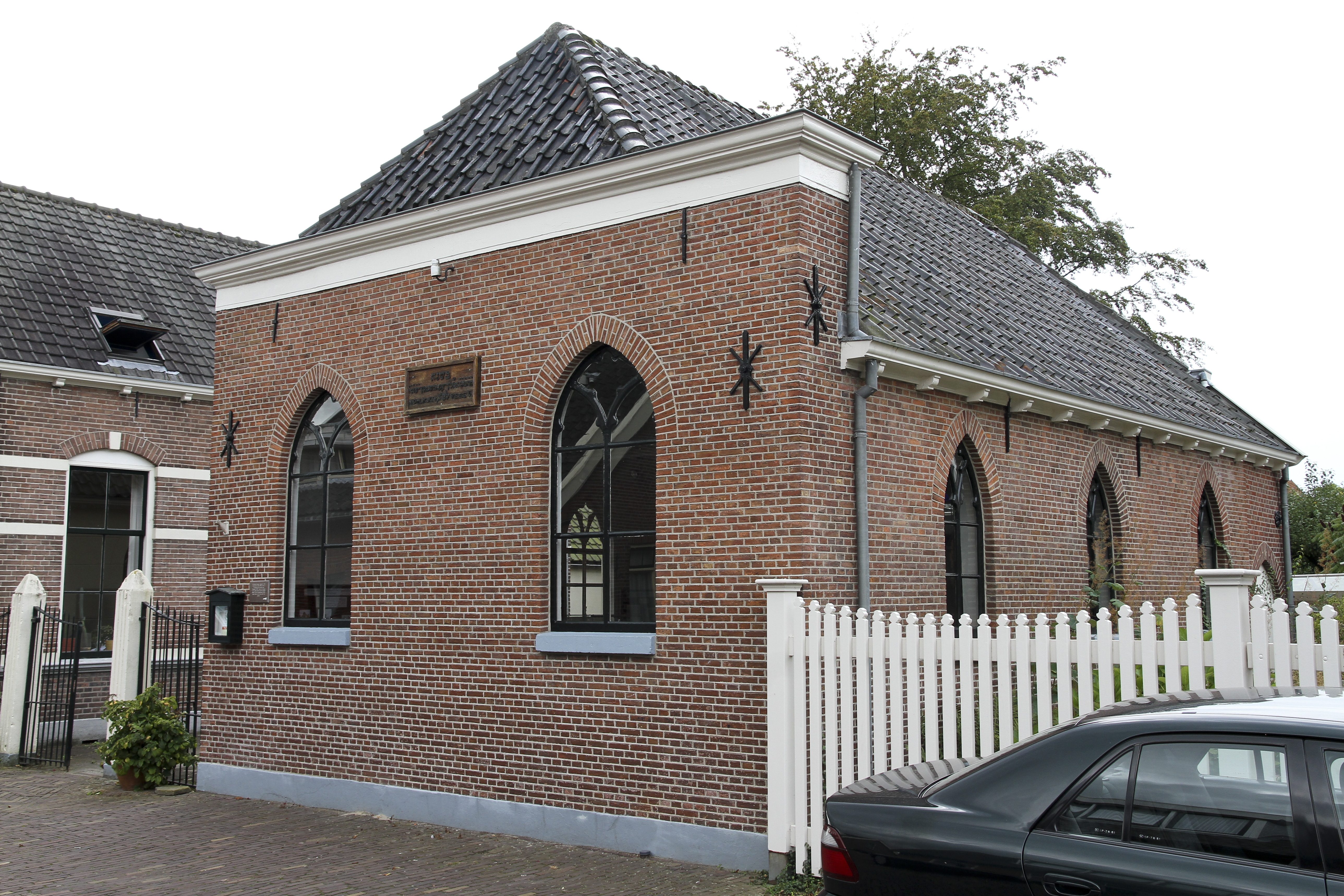
Antigua sinagoga